# Haworthiopsis sordida
Haworthiopsis sordida, coneguda abans com Haworthia sordida és una planta suculenta de la subfamília de les asfodelòidies.

## Descripció
Haworthiopsis sordida és una suculenta de creixement lent que forma rosetes sense tija, generalment solitàries, de fins a 10 cm de diàmetre. Les fulles fan de 15 x 2 cm, de color verd molt fosc. Les fulles noves són finament tuberculoses i corbes cap a l'exterior, mentre que les fulles més velles són més erectes i gairebé sense tubercles; tant les fulles joves i velles tenen els marges obtusos. La inflorescència és poc ramificada i laxa. Les flors són blanques i apareixen en tiges llargues i primes des de finals d'hivern fins a principis d'estiu; tenen els tèpals fusionats, tub recte, els tèpals inferiors interns revoluts.

## Distribució
Haworthiopsis sordida es troba a la part sud de la província del Cap Oriental de Sud-àfrica.

## Taxonomia
Haworthia sordida va ser descrita per Adrian Hardy Haworth i reubicada a Haworthiopsis com a Haworthiopsis sordida per G.D.Rowley el 2013.
Etimologia
Haworthiopsis: La terminació -opsis deriva del grec ὀψις (opsis), que significa 'aparença', 'semblant' per la qual cosa, Haworthiopsis significa "com a Haworthia", i que honora al botànic britànic Adrian Hardy Haworth (1767-1833).
sordida: epítet llatí que significa "brut".
Varietats acceptades
- Haworthiopsis sordida var. sordida. Varietat tipus
- Haworthiopsis sordida var. lavrani (C.L.Scott) G.D.Rowley, Alsterworthia Int., Special Issue 10: 5 (2013).[6]

Sinonímia
- Haworthia sordida Haw., Saxifrag. Enum. 2: 51 (1821). (Basiònim/sinònim substituït)
- Aloe sordida (Haw.) Schult. & Schult.f. in J.J.Roemer & J.A.Schultes, Syst. Veg., ed. 15 bis 7: 644 (1829).
- Catevala sordida (Haw.) Kuntze, Revis. Gen. Pl. 2: 707 (1891).
- Haworthia scabra subsp. sordida (Haw.) Halda, Acta Mus. Richnov., Sect. Nat. 4(2): 34 (1997).
- Haworthia scabra var. sordida (Haw.) Halda, Acta Mus. Richnov., Sect. Nat. 4(2): 34 (1997).[7]